# 杭州师范大学
杭州师范大学（原杭州师范学院）前身可追溯到于1908年创办的浙江两级师范学堂，目前是一所在校师生人数超过3万的杭州地区公办本科综合性学科师范大学，其中全日制学生31000余人，各类研究生6000余人。

## 校区
现共有3个校区：

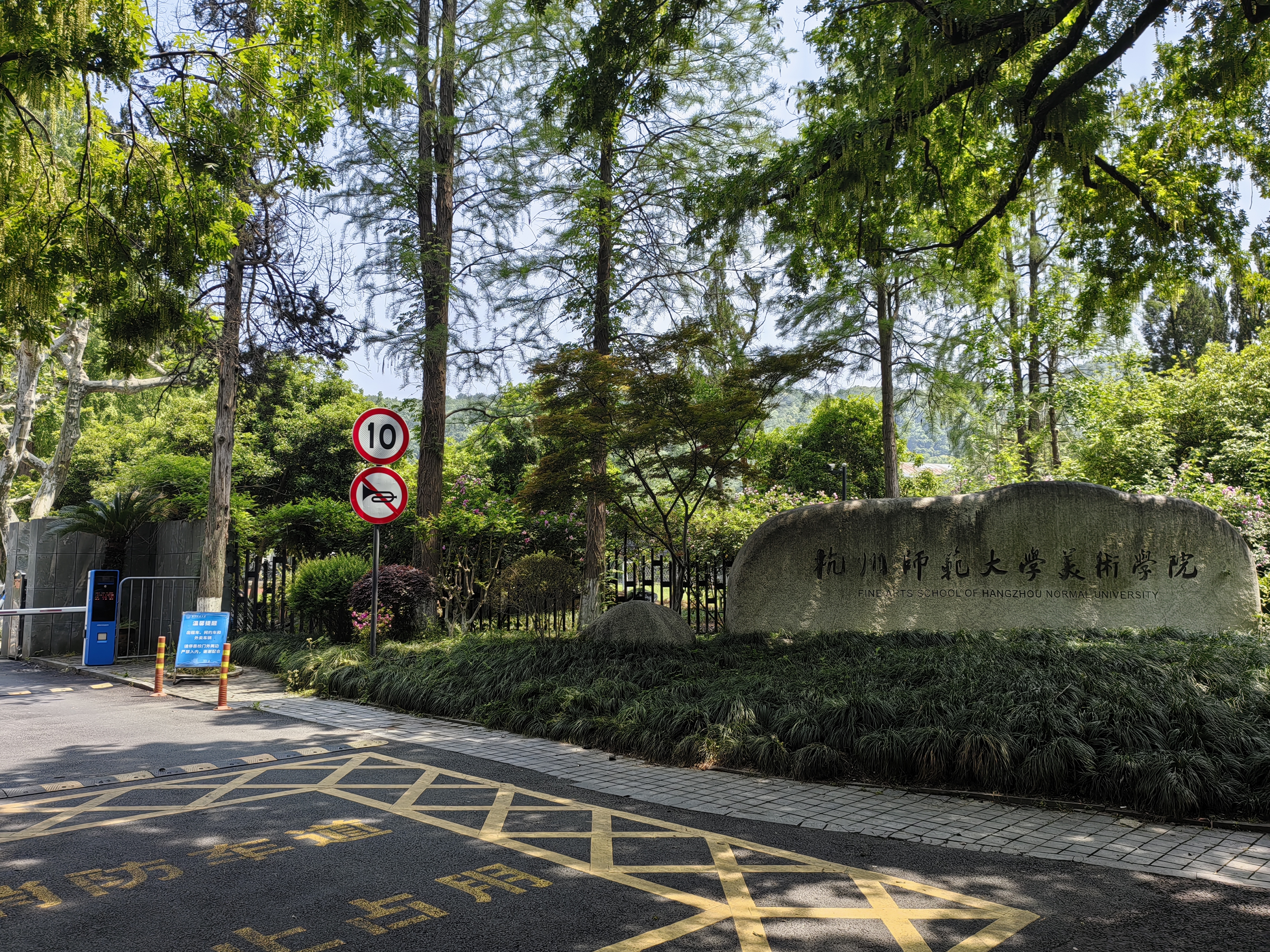
杭州师范大学玉皇山校区

- 仓前校区 余杭区仓前街道余杭塘路2318号（本部）
- 下沙校区 钱塘区白杨街道学林街16号
- 玉皇山校区 （美术学院）

## 院系设置
- 外国语学院
- 经亨颐学院
- 人文学院
- 理学院
- 法学院
- 音乐学院(见浙江音乐学院)
- 美术学院
- 文化创意学院
- 教育学院（由初等教育学院，教育科学学院合并）
- 公共管理(政治与社会)学院
- 经济与管理学院
- 国际教育学院
- 阿里巴巴商学院

- 医学院（由临床医学院，健管管理学院，护理学院合并）
- 体育与健康学院
- 社会科学基础部
- 材料与化学化工学院
- 生命与环境科学学院
- 信息科学与技术学院
- 杭州国际服务工程学院
- 钱江学院（独立学院）

## 沿革
杭州师范大学历史 

| 1908年 | 前身浙江两级师范学堂创建。学堂分优级师范和初级师范两部分，分别培养高初中教师和小学教师                                               |
| 1912年 | 浙江两级师范学堂更名为浙江省立两级师范学校                                                                                           |
| 1913年 | 浙江省立两级师范学校停办优级师范，将优级师范的部分师生并入北京高等师范学校（今北京师范大学），初级师范部分更名为浙江省立第一师范学校 |
| 1923年 | 浙江省立第一师范学校与浙江省立第一中学合校，两校合称浙江省立第一中学校，成为该校师范部。1929年改名为浙江省杭州高级中学师范科         |
| 1931年 | 浙江省议会决定恢复师范独立建制，在杭州孔庙筹办浙江省立杭州师范学校，浙江省立高级中学师范科的师生并入                                 |
| 1937年 | 抗日战争爆发，学校内迁，先后与其他中等学校成立浙江省立临时联合中学（简称联中）以及浙江省立临时联合师范学校（简称联师）               |
| 1945年 | 抗战胜利后回迁杭州，恢复浙江省立杭州师范学校校名                                                                                     |
| 1978年 | 国务院批准在杭州师范学校的基础上建立杭州师范学院                                                                                     |
| 1999年 | 杭州师范学院、杭州教育学院和杭州师范学校合并筹建杭州师范大学                                                                         |
| 2000年 | 杭州工艺美术学校、杭州市法律学校、杭州医学高等专科学校等相继并入                                                                     |
| 2007年 | 教育部批准更名为杭州师范大学 |
| 2016年 | 教育部批准杭州师范大学音乐学院改建浙江音乐学院                                                                                       |

## 校歌
《杭州师范大学校歌》为原先《浙江省立第一师范学校校歌》，创作于1914年，作词：夏丏尊、谱曲：李叔同。

## 姊妹校

### 亞洲地區
- 中華民國臺北市：臺北醫學大學

### 北美地區
- 加拿大魁北克省：魁北克大學

## 著名校友
- 徐定超
- 李次九
- 阮性存
- 沈钧儒
- 经亨颐
- 朱希祖
- 刘大白
- 李叔同
- 张宗祥
- 许寿裳
- 刘延陵
- 许宝驹
- 宣中华
- 王平陵
- 俞秀松
- 施存统
- 曹聚仁
- 魏金枝
- 汪寿华
- 柔石
- 潘漠华
- 冯雪峰
- 汪静之
- 马云
- 丁当
- 裘松良
- 林正秋
- 毛不易
- 西與
- 徐夢潔